# Безпаперовий офіс
Безпаперовий офіс (англ. Paperless office), або офіс без паперу - це робоче середовище, де використання паперу зведено до мінімуму. Це досягається шляхом перетворення документів та інших паперів у цифровий формат, процес відомий як диджиталізація. Прихильники стверджують, що перехід на безпаперовий документообіг може зекономити гроші, підвищити продуктивність, звільнити простір, полегшити обмін інформацією, зробити зберігання персональних даних більш безпечним та допомогти навколишньому середовищу. Цю  концепцію можна розширити й на комунікації за межами офісу також.
Термін "Безпаперовий офіс" був вперше використаний в рекламі компанією Micronet, Inc., виробником автоматизованого офісного обладнання, у 1978 році.

## Історія

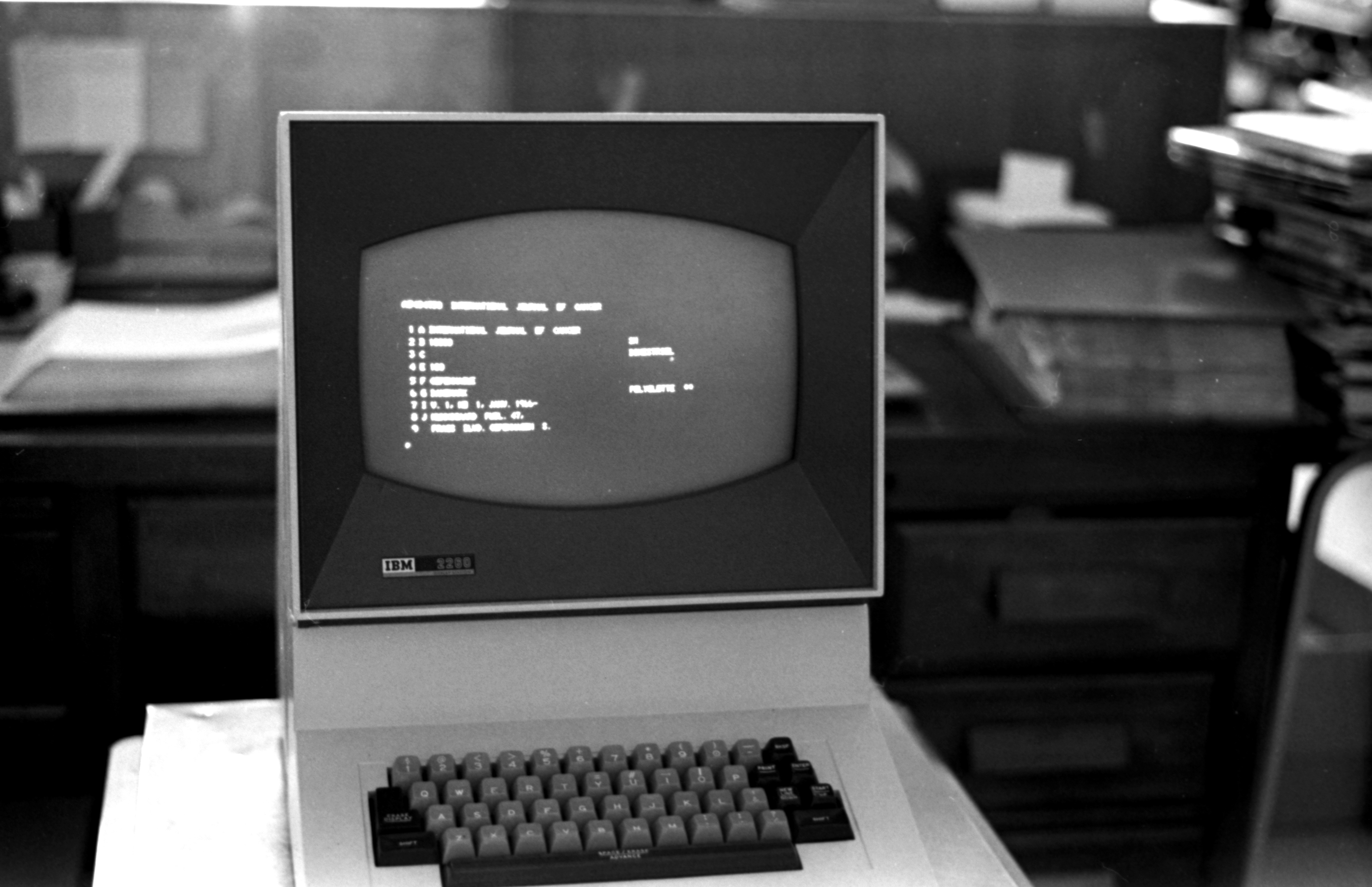
Термінал з відеодисплеєм IBM 2260

Ідея безпаперового офісу з'явилася ще в 70-х роках XX століття.
Вона була пов'язана з популяризацією комп'ютерних терміналів та прогнозами що автоматизація офісу зробить папір зайвим для рутинних завдань, таких як ведення обліку та бухгалтерія. Передбачення про безпаперовий офіс з'явилося в статті журналу Business Week 1975 року .  Однак, розвиток технологій друку та копіювання призвели до неочікуваного зростання використання паперу (більш ніж подвоєння світового використання офісного паперу з 1980 по 2000 рік ). 
Це пояснюється як легкістю створення документів, так і широким використанням електронних засобів комунікації, що призводило до отримання користувачами великої кількості документів, які часто друкувалися.
Лише з 2000-х років, завдяки зміні покоління та розвитку цифрових технологій, використання паперу почало скорочуватися. 

## Складнощі у впровадженні безпаперового офісу
Одна з ключових проблем - значна частина ділового спілкування відбувається з іншими компаніями та особами за межами організації. Електронна комунікація вимагає від відправника та отримувача мати зручний доступ до відповідного програмного та апаратного забезпечення. Вартість та тимчасова втрата продуктивності під час переходу також є суттєвими факторами, які гальмують процес.
Державні регулювання, галузеві стандарти, правові вимоги та політика компанії також впливають на швидкість переходу.
Підприємства можуть стикатися з технологічними складнощами, такими як сумісність форматів файлів, довготривале зберігання цифрових документів, стабільність системи, а також недостатньою кваліфікацією працівників та клієнтів у роботі з інформаційними технологіями.
Навіть за наявності цих перешкод, використання паперу поступово скорочується.  Згідно з опитуванням  2015 року, майже половина малих та середніх підприємств вірили, що зможуть перейти на безпаперовий документообіг до кінця того року. Хоча повністю відмовитися від паперу може бути складно, безперечно, електронний документообіг набирає обертів.
| Екологія | Це незавершена стаття з екології. Ви можете допомогти проєкту, виправивши або дописавши її. |